# ديفيد سميث (لاعب رماية)
ديفيد سميث (بالإنجليزية: David Smith)‏ هو لاعب رماية جنوب أفريقي، ولد في 10 أبريل 1880، وتوفي في 15 أغسطس 1945 في جوهانسبرغ في جنوب أفريقيا.

## وصلات خارجية
- دايفيد سميث على موقع الاتحاد الدولي (الإنجليزية)
- دايفيد سميث على موقع أوليمبيديا (الإنجليزية)